# Танасейчук Олександр Васильович
Олександр Васильович Танасейчук, в Указі ПВР СРСР — Танасійчук (нар. 26 вересня 1923 — пом. 2 березня 1996) — радянський військовик часів Другої світової війни, командир відділення 8-ї стрілецької роти 3-го стрілецького батальйону 270-го гвардійського стрілецького полку 89-ї гвардійської стрілецької дивізії, гвардії сержант. Герой Радянського Союзу (1945).

## Життєпис
Народився 26 вересня 1923 року в селі Березівці, нині Балтського району Одеської області, в селянській родині. Українець. Здобув початкову освіту, працював у колгоспі.
З початком німецько-радянської війни перебував на тимчасово окупованій румунськими військами території. До лав РСЧА призваний 4 квітня 1944 року Балтським РВК. Воював на 3-у Українському і 1-у Білоруському фронтах стрільцем, навідником і командиром ручного кулемету, командиром стрілецького відділення. Брав участь у визволенні Південної України і Молдови.
Особливо командир відділення стрілецької роти гвардії молодший сержант О. В. Танасейчук відзначився у вуличних боях за Берлін (Німеччина). 25 квітня 1945 року, виконуючи наказ командира роти, гвардії молодший сержант Танасейчук першим, на чолі свого відділення, увірвався в перетворений фашистами в укріплену вогневу точку будинок на розі вулиці, поблизу Кюстринської площі. Вогнем з автомата і зв'язкою гранат знищив 3 кулемети і 8 солдатів супротивника, ще 5 — полонив. Своїми діями сприяв вдалому виконанню частиною бойового завдання і захопленню кварталу міста.
У 1947 році демобілізувався. Працював завідувачем господарства радгоспу імені Горького. Член КПРС з 1952 року. Мешкав у селі Виноградному Григоріопольського району Молдови, де й помер 2 березня 1996 року.

## Нагороди
Указом Президії Верховної Ради СРСР від 31 травня 1945 року «за зразкове виконання бойових завдань командування на фронті боротьби з німецькими загарбниками та виявлені при цьому відвагу і героїзм», гвардії молодшому сержантові Танасейчуку Олександру Васильовичу присвоєне звання Героя Радянського Союзу з врученням ордена Леніна і медалі «Золота Зірка» (№ 6816).
Також був нагороджений орденом Вітчизняної війни 1-го ступеня (11.03.1985), медалями «За відвагу» (04.02.1945), «За бойові заслуги» (01.09.1944) та іншими.